# Primera División de baloncesto 1967-68
La temporada 1967-68 de la Liga Española de Baloncesto fue la duodécima edición de dicha competición. La formaron once equipos equipos en un único grupo, jugando todos contra todos a doble vuelta. El último clasificado descendía directamente a Segunda División, mientras que penúltimo y antepenúltimo disputaron una liguilla de promoción junto al tercero y cuarto de la Segunda División, para determinar qué dos equipos jugarían la temporada siguiente en la máxima categoría. Comenzó el 5 de noviembre de 1967 y finalizó el 14 de abril de 1968. El campeón fue por décima vez el Real Madrid CF.

## Equipos participantes
| Equipo                 | Sede                   |
| ---------------------- | ---------------------- |
| FC Barcelona           | Barcelona              |
| Real Madrid CF         | Madrid                 |
| SD Kas Vitoria         | Vitoria                |
| CD Mataró              | Mataró                 |
| Club Juventud          | Badalona               |
| Atlético San Sebastián | San Sebastián          |
| CB Estudiantes         | Madrid                 |
| Club Águilas           | Bilbao                 |
| Picadero JC            | Barcelona              |
| RC Náutico             | Santa Cruz de Tenerife |
| Club Vallehermoso OJE  | Madrid                 |

## Clasificación
| Pos. | Equipo                 | PJ | G  | P  | GF   | GC   | DG   | Pts | Clasificación o descenso             |
| ---- | ---------------------- | -- | -- | -- | ---- | ---- | ---- | --- | ------------------------------------ |
| 1    | Real Madrid (C)        | 20 | 18 | 2  | 1597 | 1253 | +344 | 38  | Clasificado para la Copa de Europa   |
| 2    | Estudiantes            | 20 | 16 | 4  | 1552 | 1333 | +219 | 36  |                                      |
| 3    | Juventud Kalso         | 20 | 16 | 4  | 1572 | 1194 | +378 | 36  |                                      |
| 4    | Kas                    | 20 | 11 | 9  | 1571 | 1348 | +223 | 31  |                                      |
| 5    | Atlético San Sebastián | 20 | 11 | 9  | 1318 | 1358 | −40  | 31  |                                      |
| 6    | Picadero Damm          | 20 | 9  | 11 | 1469 | 1398 | +71  | 29  | Clasificado para la Recopa de Europa |
| 7    | Molfort's Mataró       | 20 | 9  | 11 | 1421 | 1381 | +40  | 29  |                                      |
| 8    | Barcelona              | 20 | 6  | 14 | 1385 | 1575 | −190 | 26  |                                      |
| 9    | Vallehermoso (R)       | 20 | 6  | 14 | 1362 | 1672 | −310 | 26  | Promoción de descenso                |
| 10   | Náutico (O)            | 20 | 5  | 15 | 1087 | 1402 | −315 | 25  | Promoción de descenso                |
| 11   | Águilas (R)            | 20 | 3  | 17 | 1216 | 1636 | −420 | 23  | Descenso                             |

 Fuente: Linguasport
| Campeón 1967-68 |
| --------------- |
| Real Madrid     |

## Promoción de descenso
| Equipo 1              | Agr.    | Equipo 2             | Ida   | Vuelta |
| --------------------- | ------- | -------------------- | ----- | ------ |
| Club Vallehermoso OJE | 89–99   | Club Bosco La Coruña | 49–42 | 40–57  |
| Real Canoe N. C.      | 120–122 | R. C. N. Tenerife    | 72–52 | 50–72  |

## Máximos anotadores
| Pos. | Nombre          | Equipo | Puntos |
| ---- | --------------- | ------ | ------ |
| 1.   | Clifford Luyk   | RMA    | 486    |
| 2.   | Moncho Monsalve | KAS    | 480    |
| 3.   | Lorenzo Alocén  | PIC    | 424    |